# Gottlob Ludwig Rabenhorst
Gottlob Ludwig Rabenhorst (n. 22 martie 1806, Treuenbrietzen – d. 24 aprilie 1881, Hintermauer lângă Meißen) a fost un farmacist, dar în primul rând un briolog, ficolog, lichenolog și micolog, fiind unul din cei mai cunoscuți botaniști germani din Prusia. Numeroase criptogame au fost rescrise de el. Abrevierea numelui său în cărți științifice este Rabenh..

## Familie
Gottlob Ludwig a fost singurul copil al consilierului și șambelanului Johann Karl Rabenhorst (1752-1811) și al Charlotte Wilhelmine Krüger (n. 1772).
Savantul a avut trei soții și 10 copii: 9 feciori și o fată).  
Prima nevastă (29 decembrie 1830) a fost Henriette Wilhelmine Friederike Krüger (n. 4 aprilie 1807 – d. 1 noiembrie 1840), o rudă mai îndepărtată din partea mamei care a căpătat 4 copii (Karl Gottfried Ludwig, Gottlob Ludwig Rudolph, singura fiică Charlotte Wilhelmine Agnes, Carl Heinrich Otto) și care a suferit moartea puerperală după nașterea ultimului ei fiu.
A doua căsătorie cu Auguste Mathilde Tögel (d. 1847) în 1846 s-a sfârșit într-o tragedie: și Auguste Mathilde a murit în urma morții puerperale și copilul Ludwig Rudolph i-a urmat doar puține săptămâni mai târziu în eternitatea.	
La 26 noiembrie 1849, s-a căsătorit pentru a treia oară, anume cu Mathilda Louisa Beyer (n. 5 martie 1828 – d. 5 octombrie 1908), soții având 5 fii (Rudolf, Ludwig Paul, Karl Ludwig, Kurt, Max). Fiul său Rudolf (1850-1907) a devenit și el un lichenolog destul de cunoscut (vezi mai jos).

## Bibliografie

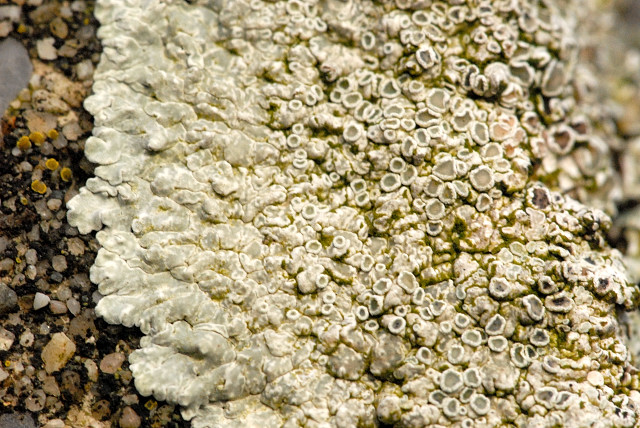
Rabenh.: Lecanora muralis

## Onoruri
- Membru al Academiei Leopoldine, 1841[12]
- Ordinul Regal Saxon Albrecht⁠(de)[traduceți] (cavaler), 1864
- Premiul Desmazières al Academiei Franceze de Științe (1870)
- În semn de recunoaștere pentru opera „Flora criptogamă a Germaniei”, regele Frederic Wilhelm al IV-lea al Prusiei i-a acordat în 1845 medalia de aur prusiană pentru știință și artă, în timp ce a primit aceeași medalie saxonă de la suveranul său. În 1873 a fost distins cu „Medalia de Merit” la Expoziția universală din Viena” ca urmare a expunerii de materiale prestigioase didactice de către Guvernul Regal Saxon. A fost membru de onoare al „Societății Farmaceutice” din Sankt Petersburg (1840), al „Asociației de Cercetare Naturală” din Brünn (1861), al „Societății de Cercetare Naturală” din Görlitz (1865), al „Societății Sileziene pentru Cultura Patriotică” din Breslau (1861), al „Societății „Isis” din Dresda al Societății de Științe Naturale” din Reichenberg (1865) etc., mai departe a fost membru corespondent și titular în numeroase alte asociații științifice din interiorul țării și din străinătate.[13]

## Genuri și specii descrise de Rabenhorst (mică selecție)
| - Aleurodiscus, gen (Rabenh.) J.Schröt., 1888 (Stereaceae) - Clathrospora, gen Rabenh., 1857 (Diademaceae) - Clitopilus, gen (Fr. ex Rabenh.) P.Kumm., 1871 (Entolomataceae) - Coleroa, gen Rabenh., 1850, (Venturiaceae) - Cosmospora, gen Rabenh., 1862 (Nectriaceae) - Fiedleria, gen Rabenh., 1848 (Pottiaceae) - Leptospora, gen, Rabenh., 1857 (incertae sedis) - Nodulosphaeria, gen, Rabenh. 1858 (Phaeosphaeriaceae) - Psilospora, gen Rabenh., 1856 (Ascodichaenaceae) - Urocystis, gen, (Rabenh., 1861) Fuckel, 1870 (Urocystidiaceae) - Aphanothece bullosa (Menegh.) Rabenh., 1865 (Aphanothecaceae) - Aphanothece castagnei (Bréb.) Rabenh., 1865 (Aphanothecaceae) | - Ascochyta caricae Rabenh., 1851 (Didymellaceae) - Aleurodiscus amorphus (Pers.) Rabenh., 1874 (Stereaceae) - Coleroa chaetomium (Kunze) Rabenh., 1850 (Venturiaceae) - Dictyonema guadalupense (Rabenh. ex Sacc.), Zahlbr., 1908 (Hygrophoraceae) - Encoeliopsis rhododendri (Ces. ex Rabenh.), Nannf., 1932 (Helotiaceae) - Glaucocystis nostochinearum (Itzigsohn) Rabenh., 1868 (Glaucocystidaceae) - Gloeosporium kalchbrenneri Rabenh. 1865 (o anamorfă de Dermateaceae) - Hyaloperonospora dentariae (Rabenh., 1859) Voglmayr, 2013 (Peronosporaceae) - Lecanora muralis, (Schreb.) Rabenh. (1845) (Lecanoraceae) - Lecanora polytropa (Ehrh.) Rabenh., 1845 (Lecanoraceae) - Lepidoderma carestianum (Rabenh.) Rostaf., 1874 (Didymiaceae) - Leptospora porphyrogona (Tode) Rabenh., 1857 (incertae sedis) - Leucocoprinus denudatus (Rabenh., 1866) Singer, 1951 (Agaricaceae) | - Mesoptychia badensis (Gottsche Rabenh.) (Mesoptychioideae) - Microspora abbreviata (Rabenh., 1863) Lagerh., 1887 (Microsporaceae) - Miriquidica leucophaea (Flörke ex Rabenh., 1845) Hertel & Rambold (1987) (Lecanoraceae) - Peronospora effusa (Grev.) Rabenh., 1854 (Peronosporaceae) - Pleospora allii (Rabenh., 1846) Ces. & De Not. (1863) (Pleosporaceae) - Pleospora herbarum (Pers.) Rabenh., 1857 (Pleosporaceae) - Pleuridium subulatum (Johann Hedwig\|Hedw.]]) Rabenh., 1848 (Archidiaceae) - Psilospora faginea (Pers.) Rabenh., 1856 (Ascodichaenaceae) - Rhizocarpon alpicola (Wahlenb.) Rabenh., 1861 (Rhizocarpaceae) - Piceomphale bulgarioides (Rabenh., 1867) Svrček, 1957 ([[Rutstroemiaceae]) - Scutula effusa (Auersw. ex Rabenh., 1855) Kistenich, Timdal, Bendiksby & S.Ekman, 2018 (Ramalinaceae) - Trichosporon beigelii (Küchenm. & Rabenh., 1867) Vuill., 1902 (Trichosporonaceae) - Urocystis occulta (Wallr.) Rabenh.(1870 (Tilletiaceae) - Zopfia rhizophila Rabenh., 1874 (Zopfiaceae) |

## Plante, licheni și ciuperci denumite în onoarea lui Rabenhorst (selecție)
| Multe specii au fost denumite în onoarea savantului, astfel de exemplu: - Rabenhorstia, gen de ciuperci, Fr., 1849 (Diaporthales) - Rabenhorstia, gen de plante, Rchb., (Bruniaceae) - Rabenhorstiites, gen de ciuperci fosil, Teterevn.-Babajan & Tasl., 1977 (Ascomycota) - Rabenhorstinidium, gen de ciuperci fosil R.B.Singh & G.V.Patil, 1980 (Ascomycota) - Agaricus rabenhorstii, ciupercă, Fr. 1874; (Agaricaceae) - Centaurea rabenhorstiana, plantă (Sch.Bip.) Nyman, 1879 (Asteraceae) - Cryptosporella rabenhorstii, ciupercă, (Berk. & Broome, 1852) L.C.Mejía, 2011 (Gnomoniaceae) - Cryptovalsa rabenhorstii (Nitschke, 1867) Sacc., 1882 (Sordariomycetes) | - Cucurbitaria rabenhorstii, ciupercă, Auersw. 1865, (Cucurbitariaceae) - Depazites rabenhorstii, ciupercă, Geinitz, 1855 (Gnomoniaceae) - Dicaeoma rabenhorstii, ciupercă, O.Kuntze, 1898 (Pucciniaceae) - Eunotia rabenhorstiana, algă (Grunow) Hustedt, 1949 (Eunotiaceae) - Geastrum rabenhorstii, ciupercă, Kunze, 1873 (Geastraceae) - Lecania rabenhorstii, lichen, (Hepp, 1853) azi Lecania rabenhorstii, Arnold, 1884 (Ramalinaceae) - Massalongia rabenhorstiana, lichen, Gyeln., 1940 (Peltigeraceae) - Mollisia rabenhorstii, ciupercă, (Auersw. 1858) Rehm, 1896 (Dermateaceae) - Myzocytium rabenhorstii, ciupercă, (Zopf, 1878) M.W.Dick, 2001 (Pythiaceae) | - Plenodomus rabenhorstii, ciupercă, Preuss 1851 (Leptosphaeriaceae) - Sordaria rabenhorstii, ciupercă, Niessl, 1873 (Lasiosphaeriaceae) - Sphaerella rabenhorstii, ciupercă, Ces. & De Not., 1863 (Mycosphaerellaceae) - Splanchnomyces rabenhorstii, ciupercă, Corda, 1854 (Rhizopogonaceae) - Tuber rabenhorstii, ciupercă, Corda 1854 (Tuberaceae) - Uromyces rabenhorstii, ciupercă, Kunze, 1876 (Pucciniaceae) - Uromyces rabenhorstiana, ciupercă, J.G.Kühn, 1876 (Pucciniaceae) - Ustilago rabenhorstiana, ciupercă, J.G.Kühn 1876 (Ustilaginaceae) |

## Publicații (selecție)

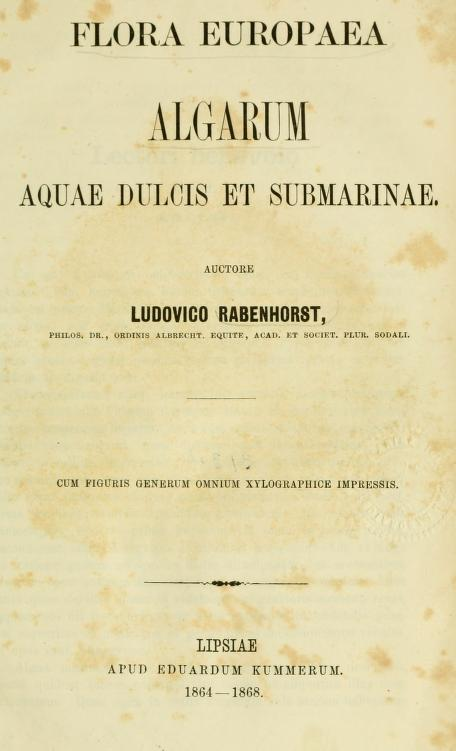
Rabenh.: Flora Europaea algarum

- Flora Lusatica, oder, Verzeichniss und Beschreibung der in der Ober- und Niederlausitz wildwachsenden und häufig cultivirten Pflanzen, 2 vol., Editura Eduard Kummer, Leipzig 1839-1840
- Deutschlands Kryptogamen-Flora, vol. 1: ciuperci, Editura Eduard Kummer, Leipzig 1844
- Deutschlands Kryptogamen-Flora, vol. 2, secția 1: licheni, Editura Eduard Kummer, Leipzig 1845
- Deutschlands Kryptogamen-Flora, vol. 2, secția 2: alge, Editura Eduard Kummer, Leipzig 1847
- Deutschlands Kryptogamen-Flora, vol. 2, secția 3: mușchi, Editura Eduard Kummer, Leipzig 1848
- Die Algen Sachsens, Editura Carl Ramming, Dresda 1848
- Synonymenregister zu Deutschlands Kryptogamen-Flora, Editura Eduard Kummer, Leipzig 1853
- Lichenes europaei exsiccatii. Die Flechten Europas, fasc. 1-36, Editura Eduard Kummer, Leipzig 1855
- Cryptogamae vasculares europaeae. Die Gefäßkryptogamen Europas, gesammelt und getrocknet herausgegeben, Editura C. Heinrich, Dresda 1858
- Die Algen Europas (continuarea de Die Algen Sachsens) , Editura C. Heinrich, Dresda 1861
- Kryptogamen-Flora von Sachsen, der Ober-Lausitz, Thüringen und Nordböhmen, mit Berücksichtigung der benachbarten Länder, vol. 1, Editura Edurad Kummer, Leipzig 1863
- Flora europaea algarum aquae dulcis et submarinae, 3 volume, Editura Eduard Kummer, Leipzig 1864-1868
- Kryptogamen-Flora von Sachsen, der Ober-Lausitz, Thüringen und Nordböhmen, mit Berücksichtigung der benachbarten Länder. vol. 2, Editura Eduard Kummer, Leipzig 1870

- Lucrarea de ecsicate Lichenes Chinenses cu 36 de specii (1873), des atribuită lui Gottlob Ludwig Rabenhorst, provine de la fiul său Rudolph Rabenhorst (1850-1907), cercetător în licheni care a călătorit printre altele în Mexic, Chile, Nigeria și China.[15]